# Американо-чосонские отношения
Американо-чосонские отношения — дипломатические отношения между США и Кореей (государством Чосон), установленные в 1883 году и фактически разорванные в 1905 году в связи с переходом Кореи под японский контроль. Американцы сыграли значительную роль в развитии инфраструктуры корейской столицы, в развитии образования, медицины и науки в стране, но взаимный товарооборот был незначителен. В 1905—1910 годах США не стали мешать Японии аннексировать Корею, но до 1942 года сохранили в Сеуле своё дипломатическое представительство в ранге консульства в качестве подразделения при американском посольстве в Токио.

## Первые попытки проникновения американцев в Корею
Корея долгое время была закрытым государством, куда иностранцев не пускали. Степень изоляции Чосон была даже по меркам соседних стран была очень высокой. Если Китай до опиумных войн вёл торговлю с иностранцами через три пункта (Макао, Гуанчжоу и Кяхту), а Япония через один пункт (остров Дэдзима), то корейские власти вовсе не пускали иностранцев на свою территорию. Корея оставалась закрытой страной даже после «открытия» Китая и Японии. Например, в 1866 году корейские войска отбили французскую военную экспедицию, посланную, чтобы установить двусторонние отношения (и наказать Корею за казнь французских миссионеров).
Первый известный случай появления американцев в Корее относится к 1855 году. 26 июня 1855 года в провинции Канвондо высадились три американца, бежавшие с китобойного судна. Местные корейские власти встретили их хорошо и помогли добраться в американское консульство в Шанхае. Впоследствии корейские власти несколько раз подбирали американцев, потерпевших крушение у берегов полуострова. С ними обращались хорошо, но всегда препровождали в Китай. В 1865 году так были приняты три американца, высадившиеся у города Кибэк, затем в 1866 году корейцы помогли экипажу шхуны «Surprise».
В 1866 году американская шхуна «Генерал Шерман» из Чифу остановилась у Хванчжу, где получила от местных властей рис и мясо, а затем подошла к Пхеньяну, где вела стрельбу по местным жителям. В ответ корейцы загнали шхуну на мель и подожгли, экипаж погиб. В 1867 году в Корею прибыло ещё одно американское судно, которое высадило десант, переодетый в форму русских солдат. Этот десант раскапывал захоронение Нам Ен Гуна, но был изгнан местным населением. В 1867—1868 годах для выяснения обстоятельств гибели шхуны «Генерал Шерман» в Корею прибыли поочерёдно два американских военных судна, которые получили ответ о причинах её уничтожения, но установить отношения с корейскими властями не смогли.

## Экспедиция 1871 года
В 1871 году в Корею прибыла из Нагасаки американская эскадра из 6 военных кораблей во главе с посланником США в Китае Ф. Лоу и контр-адмиралом Дж. Роджерсом. Эскадра подошла к Сеулу и захватила после боя, в котором погибли не менее 350 корейцев и 3 американцев, крепость Квансондин. Потом американцы отступили, отпустив пленных и увезя с собой много старинных манускриптов. В 1880 году в Пусан прибыл американский представитель Шуфельт, который при помощи японского консула, попытался передать письмо вану, но корейские власти ему отказали.

## Установление двусторонних отношений
К началу 1880-х годов ситуация изменилась. Ван Кочжон в 1876 году был вынужден заключить договор о дружбе с Японией, после чего китайские власти решили, что для создания противовеса нужно пустить в Корею США и в 1882 году Шуфельт заключил первый американо-корейский договор. В 1883 году в Корею прибыл первый американский посол Л. Фут, который понравился Кочжону и уже в сентябре того же года в США отправилось корейское посольство.

## Экономическое сотрудничество
Сразу после установления двусторонних отношений корейцев очень заинтересовали научно-технические достижения США. Вернувшиеся в декабре 1883 года члены корейского посольства привезли семена из Департамента сельского хозяйства. Для снабжения дворца вана и иностранных миссий продуктами была создана образцовая ферма, которая также обеспечила семенами культурных растений другие районы Кореи. Тем не менее, США не смогли превратить Чосон в рынок сбыта своих товаров. А. Хёрд, посетивший Корею в конце 1891 года, отмечал, что большинство товаров, импортируемых Чосон (56 %) — английские и только 3 % импорта из США. Единственной американской фирмой, работавшей тогда в Корее была «Morse Townsend & Co.» (поставки электрооборудования), которая в 1894 году установила второй электрогенератор в королевском дворце. Труднее было с концессиями на добычу полезных ископаемых. Например, в Корее добывали золото на принадлежащих вану месторождениях, но оно долгое время шло в Китай и Японию. В 1895 году американский промышленник Дж. Р. Морс получил от корейского правительство на 25 лет концессию на добычу золота в Унсане, при условии, что 25 % прибыли будет отдано вану. На предприятии Морса были заняты около 100 европейцев и американцев и 4 тыс. корейских рабочих. В 1897 году американцы Х. Аллен и Дж. Фассет создали Восточную объединённую горнодобывающую компанию по производству золота, которая просуществовала до её продажи японцам в 1939 году. В 1896 году американцы получили концессию на строительство железной дороги Сеул — Инчхон, которую в 1898 году продали японцам. Ослабление власти вана благоприятствовало американскому проникновению в Корею. В 1900 году американцы выкупили у вана его долю в ещё одной концессии на золотое месторождение. Американский капитал был особенно заметен в Сеуле. Там американцы построили трамвайные линии, водопровод, телефонные станции.
В начале XX века Корея по-прежнему занимала очень скромное место в американской внешней торговле по сравнению с Китаем и Японией. В 1904—1905 годах объём торговли США с Кореей был в 159 раз ниже, чем с Японией и более, чем в 125 раз ниже, чем с Китаем.

## Военно-техническое сотрудничество
Хотя ван Кочжон попросил прислать ему американских военных инструкторов ещё в 1883 году, только в 1888 году корейские власти смогли нанять для обучения своей армии одного американского генерала и двух офицеров. Эти инструктора не понравились корейским властям и контракты были с ними были досрочно расторгнуты.

## Американские миссионеры в Корее
Установление дипломатических отношений не легализовало деятельность американских миссионеров в Корее. Миссионеры проникали путём создания школ и больниц. Уже 25 февраля 1885 года открылась первая западного типа больница на 50 пациентов, построенная на деньги корейских властей, в которое руководили двое американских миссионеров, а её основатель доктор Х. Аллен стал лейб-медиком корейского вана. Через 3 месяца при больнице открыли фельдшерское училище под руководством миссионера Г. Андервуда.
Однако корейские власти некоторое время не желали разрешить американским проповедникам (пресвитерианам и методистам) обращать в свою веру местное население. При этом католики получили такое право в 1886 году по франко-корейскому договору и в 1898 году католицизм исповедовали уже около 30 тыс. местных жителей.
Постепенно отношение корейских властей к американским проповедникам улучшилось. В 1877 году вышел подготовленный Дж. Россом и Дж. Макинтайром учебник грамматики корейского языка. В 1885 году в Корее прибыли методисты Г. Аппенцеллер (основал в Чосоне первое учебное заведение для инвалидов) и М. Скрэнтон (организовала женскую школу Ихва).

## Прекращение дипломатических отношений
Победа Японии в войне с Россией привела к установлению в ноябре 1905 года японского протектората над Кореей, а в 1910 году её аннексии. Американский президент Т. Рузвельт посчитал необходимым уступить Корею Японии. Уже в октябре 1905 года американская военная миссия покинула Сеул, а в ноябре того же года власти США преобразовали своё посольство в Корее в генеральное консульство, а все дела передали своей миссии в Токио. Корейский император Кочжон обратился к Сенату США с просьбой о помощи, но безуспешно. В статусе генерального консульства американская миссия в Сеуле работала до 1942 года

## Американская собственность в Корее после её аннексии Японией
Установление японского контроля над Кореей привело к необходимости изменения статус американских концессий. В 1908 году американцы продали англичанам водопровод Сеула и половину доли сеульской электросетевой компании. В японской Корее продолжала действовать американская «Oriental consolidated mining company», которая страдала от эмбарго, введенного японскими властями на экспорт золота. В 1939 году эта компания была продана японцам.

## Корейская эмиграция в США
США нуждались в рабочих для труда на плантациях Гавайев. При этом китайцев по закону 1882 года ввозить было запрещено, а японцы были склонны к борьбе за свои права. Поэтому было решено начать завоз корейских рабочих. Вопрос с чосонскими и американскими властями урегулировал посол США в Корее Г. Аллен. 13 июня 1903 года первая партия из 101 корейского мигранта прибыла в Гонолулу. В США быстро образовалась корейская диаспора. К 1910 году на Гавайях насчитывалось около 4 тысяч корейцев, значительная диаспора образовалась в Сан-Франциско. 1 февраля 1909 года в Сан-Франциско была создана Корейская национальная ассоциация, издававшая газету «Новая Корея».
Среди корейских мигрантов в США были политические беженцы и студенты. Среди беженцев известен выехавший в США в 1904 году будущий президент Южной Кореи Ли Сын Ман после семи лет заключения в чосонской тюрьме.